# Haplophyton
Haplophyton là chi thực vật có hoa trong họ Apocynaceae.